# Kazahi

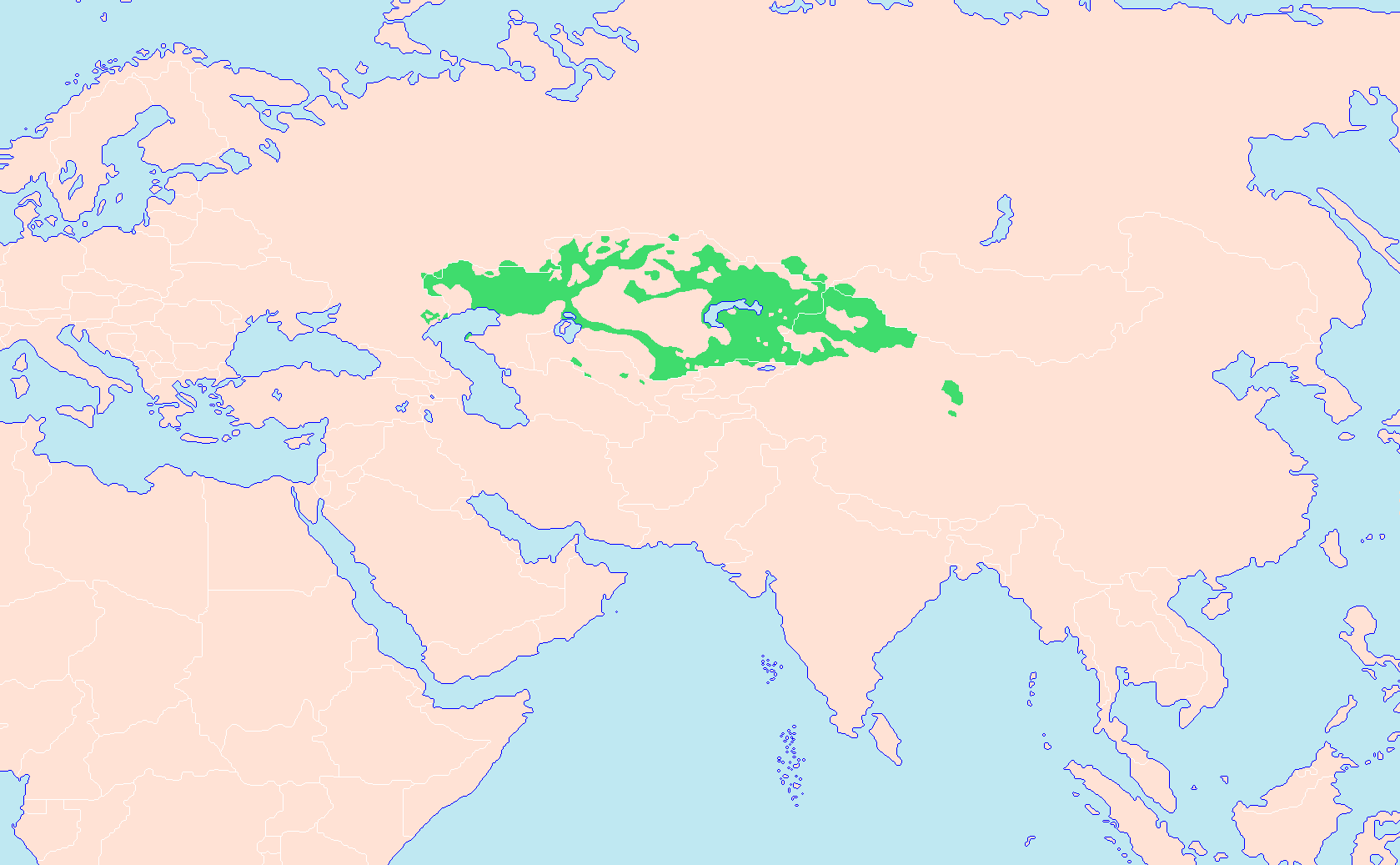
Arealul de răspândire al kazahilor

Kazahii (scriere chirilică: қазақтар) sunt un popor din grupa popoarelor turcice, care numără în prezent 13 milioane de oameni. Cea mai mare parte dintre aceștia trăiesc în Kazahstan, în timp ce o mică parte alcătuiesc o minoritate aflată în Mongolia, care folosește limba kazahă.
Pe teritoriul Rusiei (în rusă казахи) trăiesc circa 1,3 milioane de kazahi; în China — 2,2 milioane, în Uzbekistan și Iran — 15.000, în Afganistan — 45.000, iar în Turcia — 30.000 de kazahi.
Din punct de vedere etnic ei sunt înrudiți cu kirghizii, karapalcii și uzbecii.

## Cele 3 hoarde kazahe
| Micul jüz | Jüzul mijlociu | Marele jüz |

Zonele de răspăndâre ale celor 3 jüzuri la începutul secolului al XX-lea.

În Kazahstanul modern, tribalismul este eclipsat de afaceri și viața de guvern. Totuși, este un lucru obișnuit pentru kazahii să se întrebe reciproc din ce trib fac parte atunci când se întâlnesc. În zilele noastre, apartenența la un trib, seamănă mai mult cu o tradiție decât cu o necesitate. Între triburi nu există ostilități. Kazahii, indiferent de originile lor tribale, se consideră o națiune.
Majoritatea kazahilor din Kazahstanul modern aparțin uneia din cele trei juze (juz, se traduce ca „hoardă” sau „sută”):
- Vârstnica, Superioara sau Marea Hoardă (Ulı Juz)
- Hoarda Centrală sau de Mijloc (Orta juz)
- Junioara, Tânăra sau Mica Hoardă (Kiși juz)